# Per Holmberg (språkvetare)
Per Holmberg, född 1964, är en svensk språkvetare och sedan 2016 professor i svenska språket med inriktning mot språkbruksforskning vid Göteborgs universitet.

## Biografi
Holmberg disputerade 2002 på avhandlingen Emotiv betydelse och evaluering i text. Han visade där på svårigheter med att avgränsa ord som har emotiv betydelse, och föreslog istället identifikation av mönster som utmärker evaluerande aktiviteter i en viss situation.
Han har därefter varit verksam vid Göteborgs universitet och utsågs 2016 till professor i svenska språket med inriktning mot språkbruksforskning.
Under perioden 2017–2020 ledde han projektet "Rök runestone revisited" som med ett tvärvetenskapligt angreppssätt kommit med nya förslag på tolkningen av runinskriften på Rökstenen. Projektgruppens tolkningar fick 2020 stor uppmärksamhet men har också ifrågasatts.
Under 2021-2022 var han gästprofessor vid Linköpings universitet som förste innehavare av Tage Danielsson-professuren.

## Utmärkelser
- 2017 – Ledamot av Kungl. Vetenskaps- och Vitterhetssamhället i Göteborg
- 2021/2022 – Innehavare av Tage Danielsson-professuren vid Linköpings Universitet.
- 2024 - Svenska Akademiens pris för framstående förtjänster inom svensk språkforskning och språkvård